# Synema quadrimaculatum
Synema quadrimaculatum là một loài nhện trong họ Thomisidae.
Loài này thuộc chi Synema. Synema quadrimaculatum được Carl Friedrich Roewer miêu tả năm 1961.